# ويب سيمبسون
ويب سيمبسون (بالإنجليزية: Webb Simpson)‏ هو لاعب غولف أمريكي، ولد في 8 أغسطس 1985 في رالي في الولايات المتحدة.

## وصلات خارجية
- ويب سيمبسون على موقع رابطة لاعبي الغولف المحترفين (الإنجليزية)
- ويب سيمبسون على موقع التصنيف العالمي الرسمي للغولف (الإنجليزية)
- ويب سيمبسون على موقع إن إن دي بي (الإنجليزية)